# Jbel Mghila
El Jbel Mghila (en árabe جبل مغيلة ), o  monte Mghila, es una montaña situada   en Túnez, entre el Gobernación de Kasserine y la de Gobernación de Sidi Bouzid.
Aunque está incluida en el parque nacional de Jbel Mghilla desde 2010, es pronto incluida en una zona militar cerrada como consecuencia de enfrentamientos con grupos yihadistas.

## Ataque del Jbel Mghila
Enfrentamientos entre hombres armados y los miembros de las fuerzas del ejército tunecino, el 7 de abril de 2015, dan lugar a  cuatro muertes y nueve heridos.